# John Batman
John Batman (* 21. Januar 1801 in Rosehill bei Parramatta; † 6. Mai 1839 in Melbourne) war ein australischer Farmer und Geschäftsmann und einer der ersten Siedler im Gebiet von Melbourne. Sein Name ging in die australische Geschichte ein, weil er einen schriftlichen Vertrag über die Nutzung von Land mit den Aborigines abschloss; dieser wurde nach ihm Batman’s Treaty benannt. Batman ist auch für seinen Einsatz für die Gründung des heutigen Bundesstaates Victoria in Australien bekannt. 

## Leben

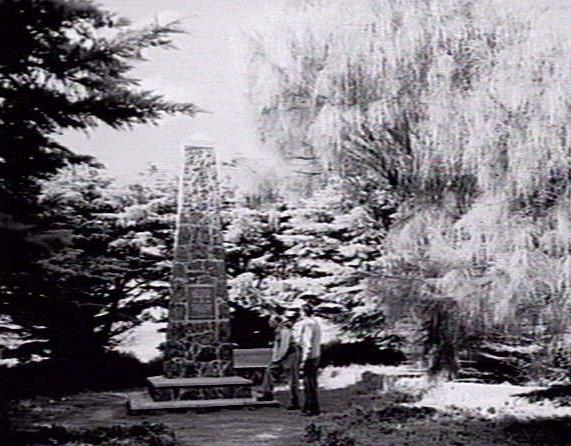
Denkmal an der Stelle, an der Batman am Indented Head 1835 landete.

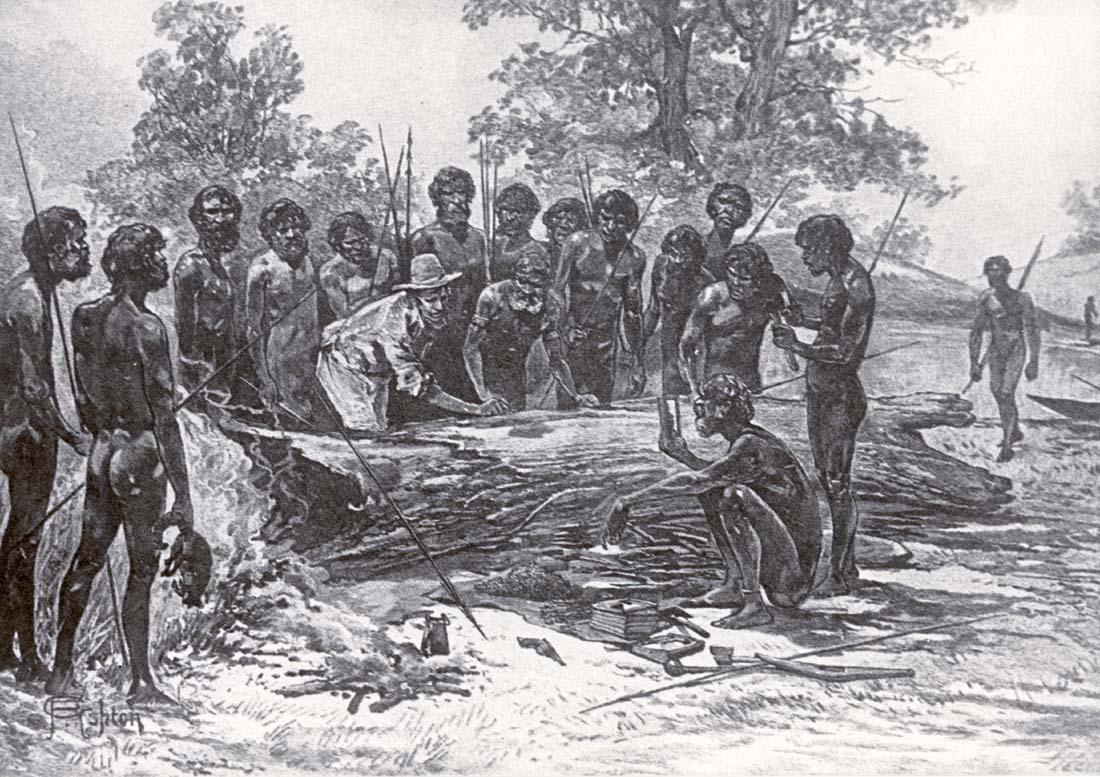
Unterzeichnung des Batman's Treaty von 1835 in einem Gemälde um 1880

Batman wurde in Rosehill bei Parramatta (heute eine Vorstadt von Sydney) geboren. Er lebte eine Zeitlang in Tasmanien (damals Van Diemen’s Land genannt), wo er zwar mit der Landwirtschaft auf von der Regierung genehmigtem Land begann, aber seine Gesellschaft wollte durch Landkauf expandieren. Im Dezember 1825 oder zu Beginn des Jahres 1826 nahm Batman den berüchtigten Buschranger Matthew Brady gefangen.
Bei Batman wurde 1835 Syphilis diagnostiziert, die ihn geistig veränderte und verkrüppelte sowie von seiner Frau Elizabeth Callaghan entfremdete. Sie hatten sieben gemeinsame Töchter sowie einen Sohn, der im Yarra River ertrank. Batman und seine Familie siedelten am Batman's Hill am Westende der Collins Street von Melbourne, wo er im April 1836 den Grundstein für sein Haus legte und bis zu seinem Tod lebte. In seinen letzten Monaten wurde er von den lokalen Aborigines gepflegt. Nach seinem Tod verließen seine Witwe und Familie das Haus am Batman's Hill und die Regierung requirierte das Haus für Regierungsbüros.

## Vertragsverhandlungen
Batman versuchte, Garantien auf Land im Western-Port-Gebiet von Victoria zu erhalten, aber die zuständige britische Kolonialbehörde verhinderte dies. Deshalb segelte er im Jahre 1835 als führendes Mitglied der Port Phillip Association mit dem Schoner Rebecca nach Port Phillip. Batman schloss mit acht Stammesältesten der Wurundjeri, unter ihnen Billibellary, den Batman’s Treaty, der in die Geschichte Australiens einging (auch bekannt als Dutigulla Treaty, Dutigulla Deed, Melbourne Treaty oder Melbourne Deed). Gegenstand des Vertrages war die Verpachtung des Landes von den Aborigines an Batman für 40 Decken, 30 Äxte, 100 Messer, 50 Scheren, 30 Spiegel, 200 Taschentücher, 100 Pfund Mehl und 6 Hemden. 
Es ist unklar, ob die Aborigines diesen Handel verstanden haben oder damit einverstanden waren. William Buckley diente Batman später als Dolmetscher und Percival Serle schrieb: „No doubt the blankets, knives, tomahawks, etc., that he gave them were very welcome“ (Zweifellos waren die Decken, Messer, Äxte etc., die er ihnen gab, sehr willkommen). Jedenfalls erachtete der Gouverneur von New South Wales, Richard Bourke, diesen Vertrag als nicht gültig, da das Land der Krone gehöre und keinesfalls den Aborigines. 
Als Batman das heutige Gebiet von Melbourne fand, schrieb er in sein Tagebuch: „This will be the place for a Village.“ (Dies wird ein Platz für ein Dorf) und erklärte das Land zu „Batmania“.

## Hinterlassenschaft

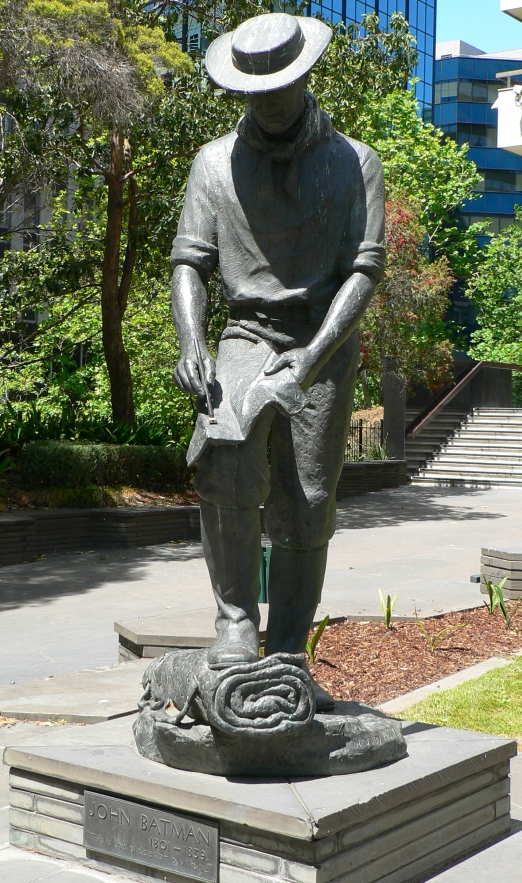
Statue von John Batman an der früheren National Mutual Plaza der Collins Street in Melbourne, enthüllt am 26. Januar 1979

Batman wurde auf dem Old Melbourne Cemetery beerdigt, auf dem ein Gedenkstein an ihn erinnert. Später wurde er exhumiert und auf dem Fawkner Cemetery wieder beerdigt, einem Friedhof, der nach seinem befreundeten Kolonisten John Pascos Fawkner benannt ist. An Batman erinnern eine Anzahl von Statuen um Melbourne sowie die Batman Railway Station und die Batman Bridge im Norden von Tasmanien. Ein direkter Nachkomme von ihm war der australische Sprinter Daniel Batman.